# ジェイ・イツェス
ジェイ・イツェス（Jay Idzes、2000年6月2日 - ）は、オランダ・ミールロ出身のサッカー選手。USサッスオーロ・カルチョ所属。ポジションはディフェンダー。サッカーインドネシア代表。

## クラブ経歴
PSVアイントホーフェンなどの下部組織を経て、2018年にFCアイントホーフェンのトップチームに昇格。同年4月28日、エールステ・ディヴィジのFCオス戦にて、後半44分に途中交代で17歳にしてプロデビューを果たした。
2020年5月22日、ゴー・アヘッド・イーグルスと3年契約を交わした。
2023年6月30日、ヴェネツィアFCに移籍した。
2025年8月9日、USサッスオーロ・カルチョに完全移籍した。

## 代表歴
年代別も含めてオランダ代表に招集された経験はない。自身はオランダで生まれ育ったが、母親がインドネシア系であることから、インドネシア代表でのプレーを選択。2023年10月28日にインドネシア国籍を取得し、代表でのプレーが可能になった。
2024年3月21日、2026 FIFAワールドカップ・アジア2次予選のベトナム代表戦でインドネシア代表デビュー。3月26日の同じくベトナム代表戦で代表初ゴールを決めた。